# 남소라
남소라(1989년 8월 13일 ~ )는 대한민국의 레이싱 모델이다. 전직 가수이기도 하다.

## 경력

### 레이싱모델 경력
- 2018년 - 한국타이어 레이싱 모델

### 가수
- 2014년 4인조 걸그룹 '엔이티' 멤버